# Tooting Bec (stanice metra v Londýně)
Tooting Bec je stanice metra v Londýně, otevřená 13. listopadu 1926. Předchozí název stanice byl Trinity Road. Nachází se na lince :
- Northern Line (mezi stanicemi Tooting Broadway a Balham)

| Rok  | Počet cestujících |
| ---- | ----------------- |
| 2011 | 6,56 mil          |
| 2012 | 6,86 mil          |
| 2013 | 6,90 mil          |
| 2014 | 7,56 mil          |